# Jean-François Champollion
Pour les articles homonymes, voir Champollion.
Jean-François Champollion dit Champollion le Jeune, né le 23 décembre 1790 à Figeac (Lot) et mort le 4 mars 1832 à Paris, est un linguiste, historien et égyptologue français, principalement reconnu pour avoir déchiffré les hiéroglyphes égyptiens, ouvrant ainsi la voie à l'égyptologie moderne.

## Biographie

### Naissance et enfance

#### Origine familiale
Du côté paternel, Jean-François, dit le Jeune, appartient à une famille du Valbonnais originaire de Valjouffrey (Isère),, village habité par des paysans qui parcouraient les régions comme colporteurs durant l'hiver. Ses grands-parents, Barthélemy Champollion, né en 1694 à Valjouffrey, qui ne savait pas signer, et Marie Géréoud ou Géroux, née en 1709 à Valbonnais, se marient à Valbonnais en 1727,. Ils ont cinq enfants dont Jacques, né le 10 février 1744 à La-Roche-des-Engelas (aujourd'hui hameau de Valbonnais),,, qui est expulsé de son hameau natal pour des causes peut-être politiques, et doit sillonner la France comme colporteur avant de s'installer à Figeac sans doute invité par un cousin, chanoine de la basilique Saint-Sauveur. Il y épouse le 28 janvier 1773 Jeanne-Françoise Gualieu, d'une famille de bourgeois de cette ville ; il achète en 1772 une maison et en 1779 une boutique de libraire sur la place Basse ainsi qu'une nouvelle maison qui deviendra le musée Champollion. Il a sept enfants de sa femme : Guillaume, mort à la naissance (octobre 1773), Thérèse née un an après, Pétronille en 1776, Jacques-Joseph le 8 octobre 1778, Jean-Baptiste mort à trois ans, Marie-Jeanne en 1782 et enfin Jean-François en 1790.

#### Naissance et petite enfance
Une étrange histoire qui court sur la naissance de Champollion nous raconte que sa mère, affectée de rhumatisme au point de l’empêcher de se mouvoir, fut guérie par un paysan qui lui promit, alors qu’elle avait quarante-huit ans, la naissance d’un fils. En effet, Champollion naît un an après ces faits, le 23 décembre 1790 à Figeac et est baptisé le soir même,. La Révolution fait alors rage à Figeac et le père de Champollion est plutôt dans la mouvance jacobine même s’il est douteux qu’il soit secrétaire de police.
Il est élevé principalement par son frère, mais celui-ci part à Grenoble en juillet 1798,. Il entre à l’école en novembre de la même année. Il a de très grandes difficultés en mathématiques et en orthographe (elle ne se corrigera que bien plus tard…) ; son très mauvais caractère lui donne beaucoup de difficultés. Il a un précepteur, l’abbé Jean-Joseph Calmels,, qui l’ouvre à la culture et lui enseigne des rudiments de latin, de grec ancien et d’histoire naturelle et son grand frère s’occupe encore de lui malgré les distances par une abondante correspondance.

#### Une éducation dirigée par son frère
Le 27 mars 1801, il quitte Figeac pour Grenoble pour rejoindre son frère Jacques-Joseph qui dirige son éducation. En effet, son frère aîné lui donne lui-même des cours.
La tâche étant beaucoup trop lourde, il décide de confier son élève à l'abbé Dussert, pédagogue réputé de Grenoble,. Champollion est son élève de novembre 1802 aux vacances d’été de 1804. Il prend ses cours sur les lettres auprès de l’abbé et pour le reste à l’école centrale de Grenoble où son professeur de dessin est Louis-Joseph Jay. L’abbé lui enseigne le latin et le grec, et il aborde l’étude de l'hébreu et acquiert des rudiments d'arabe, de syriaque et de « chaldéen » (araméen biblique), encouragé en cela par l’abbé et son frère, grand admirateur de l'Orient qui lui transmet son goût pour l'archéologie. Il manifeste un réel engouement pour ces études.
En mars 1804, après avoir brillamment passé le concours d’entrée devant les commissaires Villars et Lefèvre-Gineau, il entre au Lycée impérial de Grenoble qu’il fréquente jusqu'en août 1807, année du décès de sa mère. Il a pour maître l’abbé Claude-Marie Gattel, qui l’aide dans son apprentissage linguistique, et le botaniste Dominique Villars. Se pliant mal à la discipline rigoureuse du lycée, il y est malheureux, même s’il exerce souvent la fonction de « caporal », qui consiste à surveiller les autres élèves, et il est gêné par le peu de moyens dont dispose son frère,, à qui il devait tout demander.
Les contacts étroits et fréquents avec son frère Jacques-Joseph, nouveau secrétaire de l'Académie delphinale, mettent l'Égypte au centre des préoccupations des deux frères, puisqu'en juin 1804, Jacques-Joseph fait à cette académie une communication sur les inscriptions de la pierre de Rosette (un fragment de stèle trouvé en Égypte en 1799 et portant un décret rédigé en grec, en démotique et en hiéroglyphes) et publie deux ans plus tard sa Lettre sur une inscription grecque du temple de Denderah. L'aversion de Champollion pour le lycée culmine en 1807 lors de « l’affaire Wangelis », du nom de son seul ami de lycée, de qui on le sépare de force,. Il y étudie, à côté des mathématiques et du latin, les deux grandes disciplines du Lycée, les langues anciennes, pour lesquelles il se passionne, grâce à de nombreuses lectures fournies par son frère, comme le relate sa correspondance,. Il crée aussi une « Académie des Muses » avec d’autres élèves, pour débattre de littérature, et est conduit à commenter un passage de la Genèse en hébreu devant le préfet Joseph Fourier,. Il rencontre alors en juin 1805, dom Raphaël de Monachis, moine melchite proche de Bonaparte ayant participé à l’expédition d’Égypte, par l’intermédiaire de Fourier, et il est probable que celui-ci lui démontre que le copte vient de l’égyptien ancien. Il veut alors s’engager dans l’étude de cette langue, mais il ne peut le faire, Grenoble offrant trop peu de ressources. C’est à cette époque que naît sa passion pour les hiéroglyphes égyptiens entre autres grâce au livre de Bernard de Montfaucon intitulé L’Antiquité expliquée et représentée en figures publié en 1719 qui l'aidera grandement dans son futur travail de traduction.
Il écrit en janvier 1806 dans une lettre à ses parents :

« Je veux faire de cette antique nation une étude approfondie et continuelle. L’enthousiasme où la description de leurs monuments énormes m’a porté, l’admiration dont m’ont rempli leur puissance et leurs connaissances, vont s’accroître par les nouvelles notions que j’acquerrai. De tous les peuples que j’aime le mieux, je vous avouerai qu’aucun ne balance les Égyptiens dans mon cœur. »

Le 27 mai 1806, le général de La Salette lit devant le lycée des sciences et des arts de Grenoble un texte de Champollion, les Remarques sur la fable des Géants d'après les étymologies hébraïques. Champollion travaille beaucoup, rédige quelques opuscules comme un « Dictionnaire géographique de l’Orient », un « Commentaire sur Isaïe »… Pour continuer ses études, il veut partir pour Paris, les possibilités de recevoir un enseignement très spécialisé étant limitées à Grenoble. Son frère part d’août à septembre 1806 à Paris pour chercher à obtenir l’admission de Jean-François dans un établissement spécialisé. Alors qu'il vient de quitter le lycée et qu'il possède les meilleures armes pour entreprendre une carrière d'orientaliste, Jean-François Champollion présente le 1er septembre 1807 à l’Académie des sciences et des Arts de Grenoble un Essai de description géographique de l’Égypte avant la conquête de Cambyse. La prestation surprend et intéresse tant que six mois plus tard, il est élu membre correspondant de cette académie. Le maire de Grenoble, Charles Renauldon, lui annonce la nouvelle en ces termes : 

« En vous nommant un de ses membres malgré votre jeunesse, l'Académie a compté sur ce que vous avez fait, elle compte encore plus sur ce que vous pouvez faire. Elle aime à croire que vous justifierez ses espérances et si un jour vos travaux vous font un nom, vous vous souviendrez que vous avez reçu d'elle les premiers encouragements. »

Le 1er juillet 1807, Jean-François se rend à Vif après le mariage de son frère Jacques-Joseph avec Zoé Berriat, qui lui a apporté en dot la maison familiale des Berriat. Le jeune fera par la suite de nombreux séjours au domaine dit « Les Ombrages » pour voir sa famille, travailler dans le calme des champs et se reposer.

#### Études

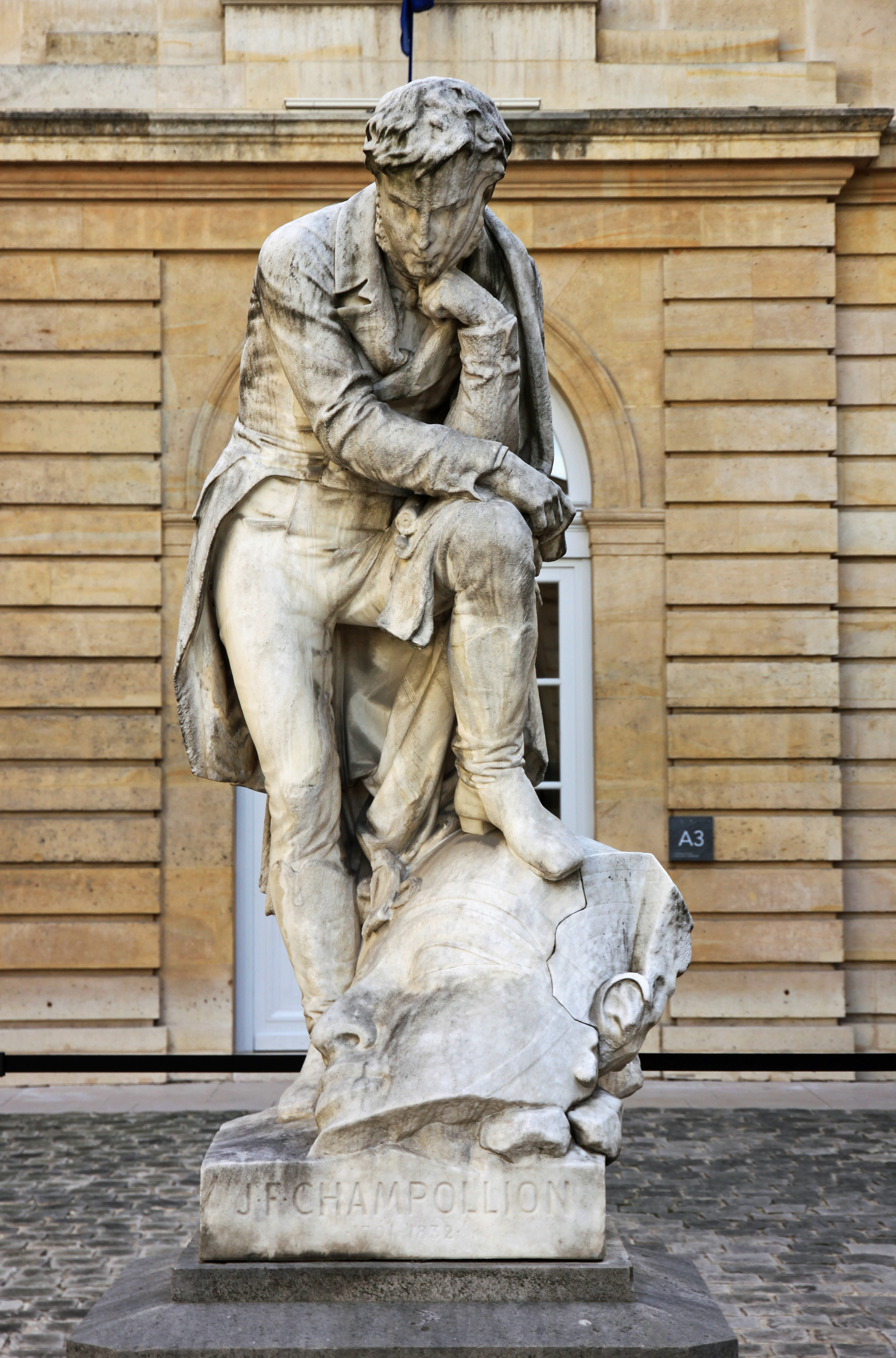
Statue de Champollion par Bartholdi, cour du Collège de France, Paris.

Le 13 septembre 1807, après soixante-dix heures de voyage en diligence, il arrive enfin dans la capitale pour étudier, entre autres, le copte et l’amharique. Il obtient une bourse, mais vit chichement. En effet, la bourse n’est pas suffisante pour subvenir à ses besoins, et son frère doit lui payer sa chambre et sa nourriture,. Il suit les cours de langues orientales au Collège de France, et plus particulièrement ceux d’arabe par Antoine-Isaac Silvestre de Sacy, de persan par Louis Langlès et d’hébreu par Prosper Audran. Il assiste aussi à ceux de l’École des langues orientales dans les mêmes matières et fréquente la Bibliothèque impériale. Il se lie avec Aubin Louis Millin, conservateur du cabinet des antiques qui lui enseigne la numismatique, avec Prosper Audran qui ira même jusqu’à lui confier son cours au Collège de France lors de ses absences, et avec dom Raphaël de Monachis qui lui fait connaître un prêtre égyptien, Geha Cheftitchi, qui lui apprend le copte. Il est si doué qu’en décembre, un homme nommé Id Saouda le prend pour un Arabe. Voici son emploi du temps tel qu’il l’explique à son frère le 27 décembre 1807, :

« Le lundi, à huit heures et quart, je pars pour le Collège de France, où j’arrive à neuf heures : tu sais qu’il y a beaucoup de chemin : c’est place Cambrai près le Panthéon. À neuf heures, je suis le cours de persan de M. de Sacy, jusqu’à dix. En sortant du cours de persan, comme celui d’hébreu, de syriaque et de chaldéen se fait à midi, je vais de suite chez M. Audran, qui m’a proposé de me garder chez lui les lundis, mercredis et vendredis, depuis dix heures jusqu’à midi. Il reste dans l’intérieur du Collège de France. Nous passons ces deux heures à causer langues orientales, à traduire de l’hébreu, du syriaque, du chaldéen ou de l’arabe. Nous consacrons toujours une demi-heure à travailler à sa « Grammaire chaldéenne et syriaque ». À midi, nous descendons et il fait son cours d’hébreu. Il m’appelle le « patriarche de la classe », parce que je suis le plus fort. En sortant de ce cours, à une heure, je traverse tout Paris, et je vais à l’École spéciale suivre à deux heures le cours de M. Langlès, qui me donne des soins particuliers. Le mardi je vais au cours de M. de Sacy à une heure à l’École spéciale. Le mercredi je vais au Collège de France à neuf heures. À dix heures je monte chez M. Audran. À midi, je vais à son cours. À une heure, je vais à l’École spéciale pour (deux heures) le cours de M. Langlès ; et le soir, à cinq heures je suis celui de Dom Raphaël, qui nous fait traduire les fables de La Fontaine en arabe. Le jeudi à une heure, le cours de M. de Sacy. Le vendredi je vais comme le lundi au Collège de France, et chez M. Audran. Le samedi, chez M. Langlès à deux heures. Je voulais aussi suivre le cours de turc chez M. Jaubert qui est excellent ; mais comme cela me fatiguait trop de courir tant, j’ai remis cette fatigue à l’année prochaine. »

Un jour de 1808, sur le chemin du collège de France, un de ses camarades lui annonce que l'archéologue Alexandre Lenoir vient de publier un déchiffrement complet des hiéroglyphes égyptiens. Bien que cette publication soit fantasque, cela décide Champollion à porter une partie de ses études sur le déchiffrement des hiéroglyphes.
Il arrive, grâce à l’abbé de Tersan, un collectionneur, à obtenir une copie de la pierre de Rosette, mais préfère étudier d’abord des papyrus en écritures cursives. Il découvre en 1808 le principe de ligatures (regroupement) des signes. Il postule alors, sur des analogies avec l'un des dialectes coptes, l'absence de voyelles dans l'écriture égyptienne et obtient le 15 août 1808, comme il l’explique dans une lettre à son frère, ses premières conclusions :

« J’ai fait un assez grand pas dans cette étude : 1° j’ai prouvé par des rapprochements que tous les papyrus appartiennent à un même système d’écriture – 2° que j’ai la valeur de toutes les lettres par l’inscription de Rosette qu’elles sont absolument les mêmes – 3° que j’ai déchiffré le commencement du papyrus gravé dans Denon, planche 138 […] qui en copte veut dire mot pour mot : « Dis : repose en paix, ô Égyptien, remplis ta dernière destination, échappe aux Ténèbres du tombeau et de la mort. » »

Mais il s’attarde sur l’histoire étrusque. Il écrit en effet : « Les Étrusques m’occupent en ce moment, langue, médailles, pierres gravées, monuments, sarcophages, tout se grave dans ma tête ; et pourquoi ? Parce que les Étrusques viennent de l'Égypte. ». Mais son frère le rappelle à l’ordre : « Étudie donc une chose au lieu de divaguer sur tous les coins du monde et d’effleurer la matière ». Il se remet à ses études craignant qu’Étienne Quatremère déchiffre les hiéroglyphes avant lui dans ses Recherches critiques et historiques sur la langue égyptienne, publiées en juin 1809. Au printemps 1809, il se met à rédiger une grammaire copte et étudie le texte démotique de la pierre de Rosette. Il fait « table rase » des précédentes tentatives de déchiffrement des hiéroglyphes : il dit en effet des membres de la Commission d’Égypte que « leurs explications ne sont justement que de l’eau de boudin… », et se lance dans de grandes diatribes contre les autres chercheurs : « Tout ce qu’ont dit sur les obélisques les Kircher, Jablonsky, Warburton, etc., ne sert qu’à y prouver qu’on n’y entend rien et qu’on n’y entendra jamais rien ». Lors de l’été 1809, il commence une grammaire du « langage thébain-sahidique », celui de la communauté copte de la région de Saïd. Il écrit en effet à son frère en mars ou avril 1809, :

« Je me livre entièrement au kopte. […] Je veux savoir l'égyptien comme mon français parce que sur cette langue sera basé mon grand travail sur les papyrus égyptiens. […] Je ne fais que du kopte, égyptien. […] J’ai fait 1) une grammaire thébaine saïdique (la seule qui existe). 2) une memphitique. 3) la concordance des deux dialectes. 4) J’ai transcrit la grammaire saïdique en arabe, d’un manuscrit copte. 5) J’ai copié les textes. 6) J’ai fait la lettre « A » d’un dictionnaire saïdique. 7) J’ai parachevé sept lettres d’un dictionnaire memphitique par racines. »

Après avoir longuement étudié la Bible, il critique « les juifs ignorants et superstitieux qui veulent soutenir que le bon père Abraham et les prêtres hébreux ont appris les quatre règles de l’arithmétique et tous les arts aux Égyptiens ». Il continue de travailler à essayer de déchiffrer le texte démotique de la pierre de Rosette. Mais la tâche n’est pas de tout repos et il bute sur de nombreux obstacles. Sa lettre à son frère du 17 juin 1809 en est un bon exemple :

« La tentative sur le texte égyptien n’a produit aucun résultat… Les noms propres que j’ai lus comme Äkerblad (quoique différent sur la manière de dégrouper les lettres simples) ne sont point en exacte concordance avec le texte grec… Ainsi la marche que tu m'as indiquée n’est point praticable, puisqu’elle est basée sur l’entière conformité des textes grec et égyptien… »

Il aime deux personnes durant cette période. D’abord Pauline Berriat, la sœur de la femme de son frère, d’octobre 1807 à l’automne 1808, puis Louise Deschamps, femme d’un fonctionnaire beaucoup plus âgé qu’elle, de l’automne 1808 jusqu’à son départ pour Grenoble en 1809.

### Professeur

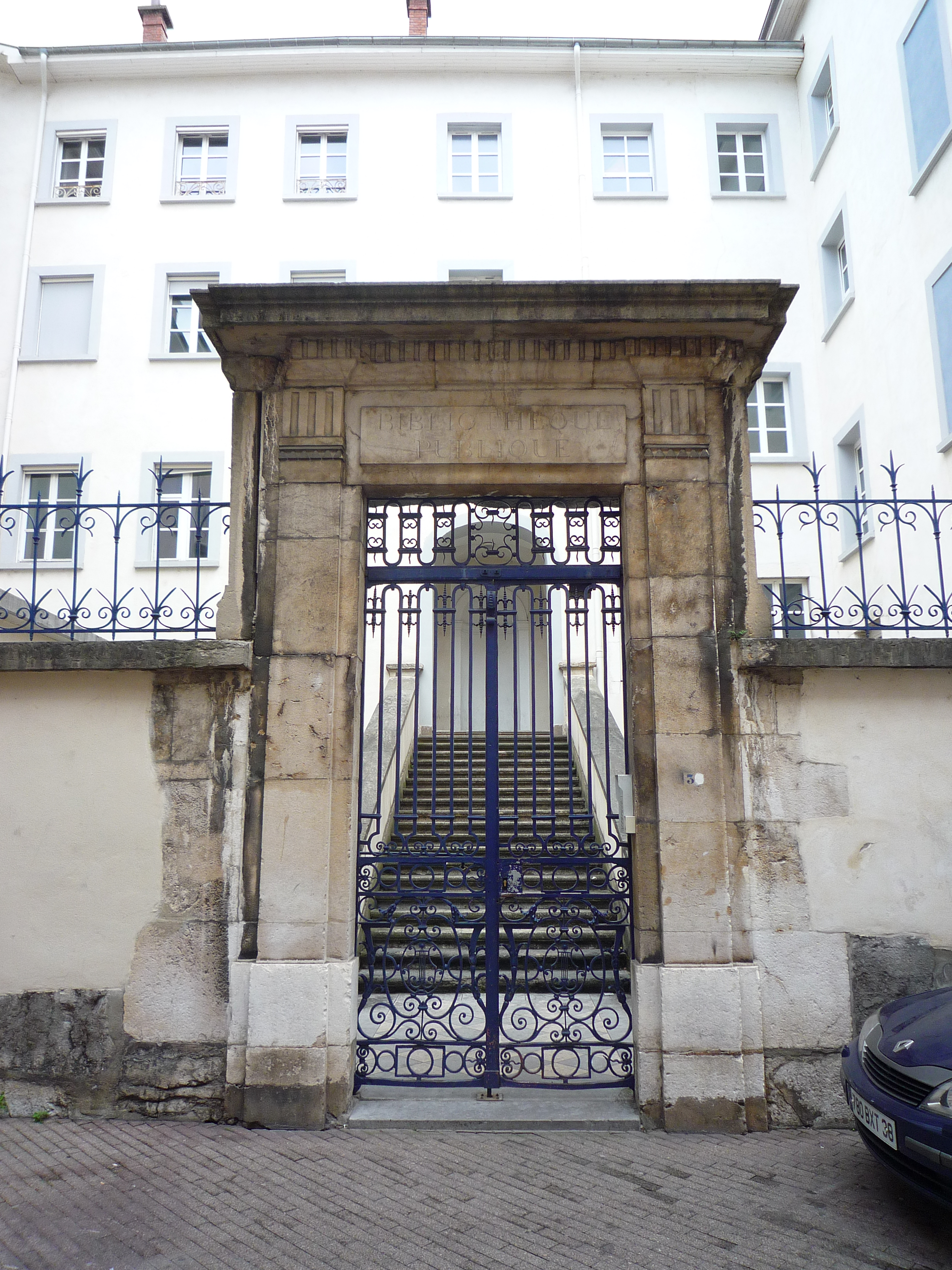
Entrée de la bibliothèque de Grenoble avant 1872.

En juillet 1809, il est nommé, à dix-huit ans, professeur adjoint d'histoire à l'université de Grenoble, grâce à l’influence de Louis de Fontanes, grand maître de l’Université impériale, et son frère professeur de grec et bibliothécaire adjoint de la ville. Il rentre à Grenoble le 15 octobre 1809 pour prendre possession de son poste. L’année suivante, ils sont tous deux nommés docteurs ès lettres par décret impérial, ce diplôme correspondant à la charge de professeur. Le 30 mai 1810, il prononce la leçon inaugurale de son cours où il dénonce la complaisance des historiens face à l’autorité :

« la tendance naturelle qui vient à l’esprit de l’homme est de juger les événements d’après leurs résultats [menant] à faire l’éloge d’une coupable entreprise […] couronnée par le succès. […] Cette manière d’apprécier les faits est une suite naturelle de cette lâche et criminelle complaisance née de l’oubli des principes, qui trouvent la justice là où elle voit le triomphe. Cette servilité est de tous les temps et de tous les lieux… »

Les frères Champollion se consacrent aussi à la bibliothèque dont Jacques-Joseph est bibliothécaire, et aux Annales du département de l’Isère, où Jean-François publie des articles sur l’Antiquité. Ils sont familiers de Joseph Fourier et ils animent les soirées de l’hôtel de Lesdiguières au côté des grands grenoblois,.
Il continue ses travaux égyptologiques, aidé par l’abbé Claude-Marie Gattel qui fut le premier à soutenir, en 1801, que les hiéroglyphes possèdent un « alphabet ». Le 7 août 1810, dans une communication à l’Académie delphinale intitulée l’« Écriture des Égyptiens », il décrète que le démotique est une simplification des hiéroglyphes, et à partir de cela prouve que le démotique est une écriture alphabétique de vingt-cinq lettres et les hiéroglyphes une écriture pouvant soit exprimer des sons ou syllabes (phonogrammes) soit des « symboles » ou idées (idéogrammes). Il précise ensuite que « tous les monosyllabes avaient une valeur déterminée », c’est-à-dire qu’à un signe correspondait un son déterminé. Partant de ce postulat, et de l’antériorité du démotique sur les autres écritures, il propose cette hypothèse, qui se révélera erronée :

« Il en résulte de ce que nous avons dit que des quatre écritures des Égyptiens, l’une servait aux usages vulgaires et était employée dans le commerce, la seconde, hiérogrammatique, servait à écrire les liturgies […] et était entendue par la classe instruite du peuple ainsi que la hiéroglyphique qui n’était à proprement parler que l’écriture des monuments. La véritable écriture sacerdotale qui n’était comprise que par les prêtres, était la symbolique dont ils ne communiquaient la pratique qu’aux initiés et aux premières classes de l’État. »

Il est en concurrence avec Étienne Quatremère qui allait publier un Mémoire historique et géographique sur l’Égypte s’opposant à l’Égypte sous les pharaons que préparait Champollion. Pour contrer Quatremère, il publie la préface de son ouvrage le 1er mars 1811, mais malgré tout après son concurrent, il remporte néanmoins un grand succès auprès notamment d'Edme François Jomard, directeur de la Description de l'Égypte. Il continue le déchiffrement et écrit à son ami Antoine-Jean Saint-Martin, le 15 octobre 1812 :

« Ma grammaire égyptienne n’est point encore rédigée mais le plan est complet. […] J’ai tellement analysé la langue copte ou égyptienne que je me fais fort d’enseigner la grammaire à quelqu’un dans un seul jour. […] Je commencerai par prouver que les mots de deux syllabes sont des mots composés de deux autres. Cette analyse complète de la langue égyptienne me donne incontestablement le fond du système hiéroglyphique et je le prouverai. »

Cinq mois plus tard, après avoir compté le nombre de signes sur la pierre de Rosette (486 mots grecs pour 1 519 hiéroglyphes), il émet l'idée que les signes peuvent être des idéogrammes (exprimant une idée) et des phonogrammes (exprimant un son, comme pour la transcription de noms étrangers). Il explicite sa théorie :

« … dans les hiéroglyphes il y a deux sortes de signes : 1) Six signes alphabétiques 
2) Un nombre […] déterminé d’imitations d’objets naturels »

En 1812, il établit une chronologie des écritures, les cursives (hiératique et démotique) étant une version simplifiée et postérieure aux hiéroglyphes. Il découvre aussi que les vases canopes servent à conserver les viscères en découvrant un morceau momifié dans un des vases canopes de la bibliothèque de Grenoble. Il en déduit aussi que si les vases ont des têtes d’animaux, ils sont donc liés au jugement des âmes.
À partir de 1812 et jusqu'en 1815, puis de 1818 à 1821, il est professeur d'histoire à l'université de Grenoble.

### Troubles politiques

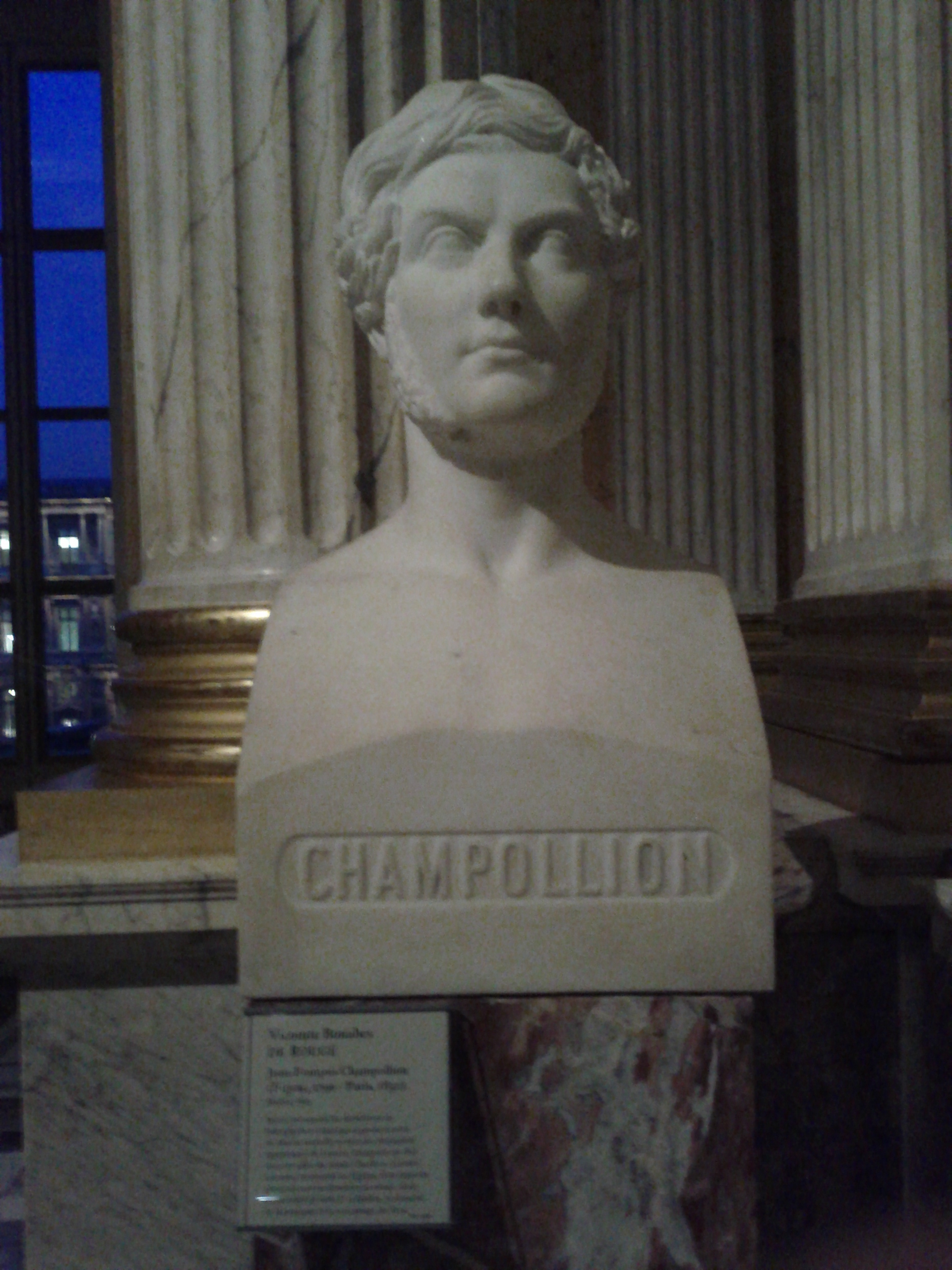
Buste conservé au Musée du Louvre.

Les Champollion vivent bien la Première Restauration et Jacques-Joseph reçoit l’ordre du Lys. Jean-François publie son Égypte sous les pharaons en août 1814 qu’il dédicace à Louis XVIII. Il tombe aussi amoureux de Rose dite Rosine Blanc, fille d’une riche famille de gantiers. Lors des Cent-Jours, Napoléon, de passage à Grenoble prend Jacques-Joseph comme secrétaire, ce qui permet à Jean-François d’obtenir la possibilité de faire imprimer son futur Dictionnaire de la langue copte aux frais du gouvernement. Jacques-Joseph suit Napoléon à Paris où il reçoit la Légion d'honneur tandis que Jean-François, à la direction des Annales de l’Isère, soutient le régime dans ses orientations libérales, qui culminent dans son article du 18 juin 1815, où il proclame : « Napoléon est notre seul prince légitime ». À la chute de Napoléon, son dictionnaire est refusé par l’Académie le 17 juillet 1815. Il est destitué de sa charge de directeur des Annales de l’Isère, placé « sous surveillance immédiate » le 28 juillet 1815, la Faculté de lettres est supprimée le 18 janvier 1816. Enfin, en raison de ses opinions politiques, il doit partir avec son frère en exil à Figeac, le 18 mars 1816. Champollion, qui fut tantôt bonapartiste, tantôt royaliste et même fervent catholique comme il le déclara avec l'« affaire du Zodiaque de Paris » n'avait d'autre choix que l'exil durant cette période de nombreux changements personnels.

### À Figeac
Arrivés le 2 avril 1816 à Figeac, les deux frères Champollion s’établissent dans la maison de leur père. Mais celui-ci était devenu alcoolique pendant leur absence, et ses affaires périclitaient. N’ayant rien pu emporter de Grenoble, les deux frères s’y ennuient et Jacques-Joseph tente vainement d’obtenir leur amnistie. Il s’amuse dans les salons de Figeac, écrit des poèmes et des satires politiques,. Il soutient son frère, accusé de malversation dans sa charge de bibliothécaire, ce qui lui vaudra d’être destitué. À partir de juin 1816, ils recherchent le site de l’oppidum d’Uxellodunum, qu’ils identifient comme étant l’actuelle Capdenac. Ils implantent, à Figeac, l'École mutuelle de Joseph Lancaster, un système d'enseignement primaire basé sur le monitorat des plus grands qui enseignent aux plus petits et, après leur départ, continuent à soutenir cette initiative. Le 29 novembre 1816, Jacques-Joseph est autorisé à retourner à Grenoble grâce à ses amis parisiens, mais Jean-François doit attendre le 14 janvier 1817. L’aîné part à Paris en avril et le cadet reste à Figeac pour régler les dettes de son père. Il travaille à son dictionnaire copte, fait venir en juillet son matériel de déchiffrement et continue sa tâche.

### Retour à Grenoble
Il rentre enfin à Grenoble le 21 octobre 1817. Il est accueilli chaleureusement par ses amis libéraux, le climat de répression ayant cessé avec le temps. Il devient « homme de confiance » du préfet François Chopin d’Arnouville, élève le fils aîné de Jacques-Joseph, Ali, âgé de neuf ans, et implante une école d’enseignement mutuel à Grenoble ainsi qu'à Vif, malgré l’opposition du clergé local. Pendant ce temps, son frère se lie d’amitié avec Bon-Joseph Dacier, secrétaire perpétuel de l’Institut de France, mais ne réussit pas à se faire élire membre de l’Académie des inscriptions et belles-lettres, dont il était déjà membre correspondant. Jean-François continue aussi son travail de déchiffreur et fait un bilan de son travail dans cette lettre à son frère du 7 avril 1818 :

« Il n’y a dans mon affaire ni charlatanisme ni mysticité ; tout est le résultat d’une comparaison et non d’un système fait par avance. J’ai déjà retrouvé des articles, la formation des pluriels et quelques conjonctions, mais cela ne suffit point pour déterminer de sitôt le système de cette écriture. »

Le 18 juin 1818, il réintègre sa fonction de bibliothécaire et communique le 24 juillet son mémoire sur Quelques hiéroglyphes de la Pierre de Rosette présentant les résultats de ses travaux sur la stèle à l’Académie delphinale, sans grand succès. Il arrive enfin à épouser le 30 décembre 1818 à Grenoble Rose Blanc qu’il aimait depuis longtemps malgré l’opposition de son frère. Le renvoi du Gouvernement Decazes voit un retour des ultras à Grenoble. En septembre, il écrit une brochure intitulée Attention ! contre ces derniers. En 1819, il est persuadé, après l'observation des rouleaux de papyrus du livre des morts, que l'écriture hiératique est une simplification des hiéroglyphes. Le 20 mars 1821, il prend part à une insurrection à Grenoble où il aurait peut-être même remplacé le drapeau blanc du fort Rabot par un drapeau tricolore,. Après s'être caché quelque temps au domaine familial des Ombrages de Vif, il évite grâce à ses amis la cour martiale et est jugé par le tribunal local qui l’acquitte en juin. Mais, chassé de la bibliothèque par le préfet, il préfère quitter Grenoble le 11 juillet 1821.

### Déchiffrement des hiéroglyphes

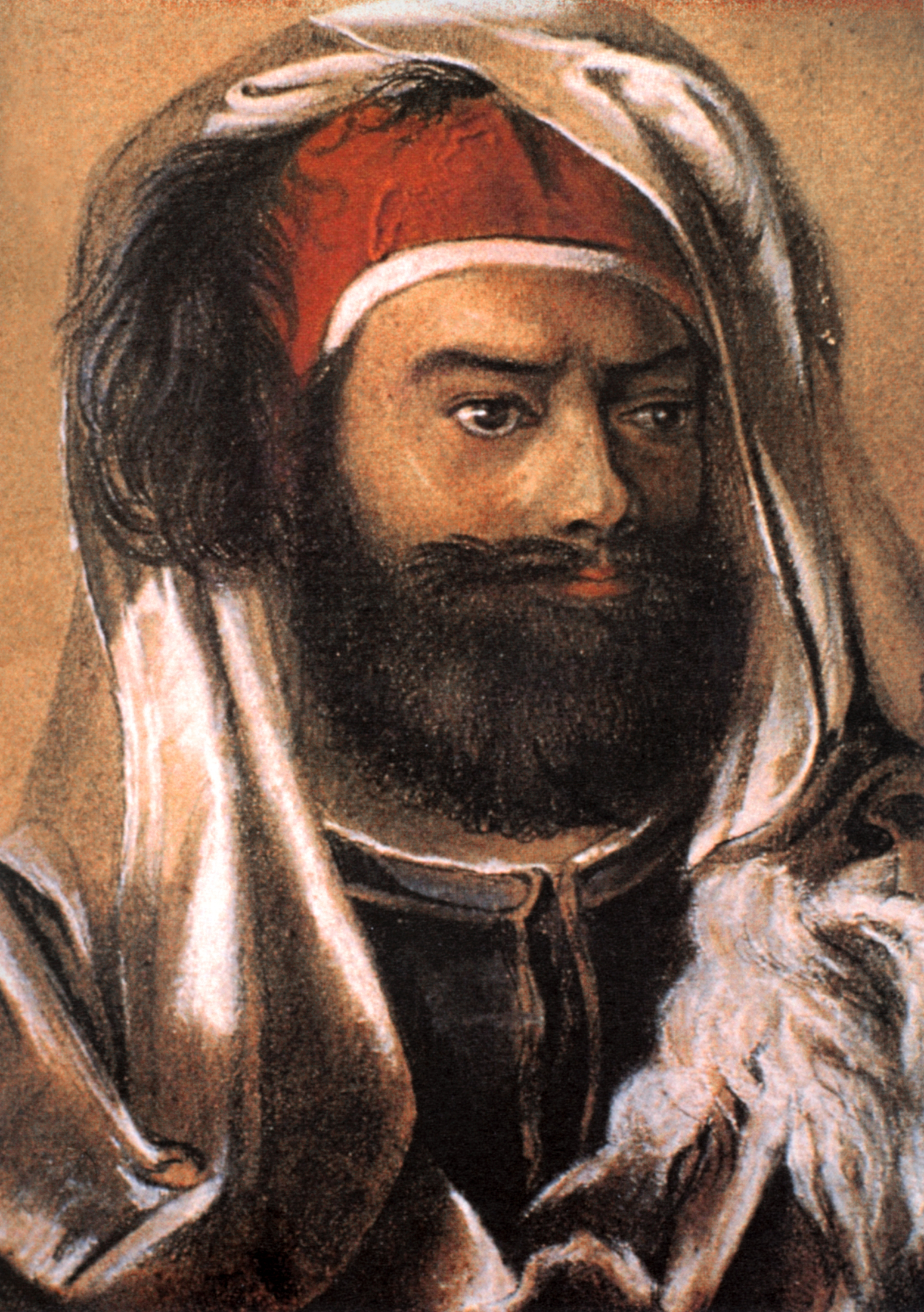
Champollion en tenue égyptienne, peinture au pastel de G. Angelelli, 1828.

Avant Champollion, Ibn Wahshiyya (IXe siècle et Xe siècle) avait tenté le déchiffrement des hiéroglyphes,. La critique de ses recherches est sévère,.
| N5 · Z1 | F31 | s | s |

| N5 · Z1 | F31 | s | s |

| G26 | ms | s |

| G26 | ms | s |

À partir de 1821, Champollion déchiffre les premiers cartouches royaux, dont celui de Ptolémée V sur la pierre de Rosette, puis celui de Cléopâtre sur la base d'un obélisque et sur un papyrus bilingue. Un ami, l’architecte Jean-Nicolas Huyot, lui ayant envoyé des reproductions de détails issus des temples d'Abou Simbel qui venaient d'être découverts, Champollion y repère dans un cartouche le signe solaire de Râ (Rê), un autre signe qu'il savait être M et deux S : RâMSS, donc Ramsès, ce qui en même temps signifie « Rê l’a mis au monde ». De la même manière, il déchiffre ThôtMS, Thoutmôsis.
Le 14 septembre 1822, il annonce à son frère : « Je tiens mon affaire ! » puis, selon la légende familiale (hagiographie du fils de Jacques-Joseph Champollion, Aimé-Louis), tombe dans « une sorte d'assoupissement ».

Ce déchiffrement signe l'acte de naissance d'une nouvelle science, l'égyptologie.
Le 27 septembre 1822, il écrit la lettre à M. Dacier relative à l'alphabet des hiéroglyphes phonétiques dans laquelle il fait part de sa découverte d'un système de déchiffrement des hiéroglyphes :
« C'est un système complexe, une écriture tout à la fois figurative, symbolique et phonétique, dans un même texte, une même phrase, je dirais presque dans un même mot. »
En 1822, il écrit et publie sa Lettre à M. le rédacteur de la Revue encyclopédique, relative au zodiaque de Dendérah. Le zodiaque avait été amené en France en 1821. Il remet en question la méthode et donc la pertinence de la datation du zodiaque nouvellement avancée par Jean-Baptiste Biot (soit l'an 716 avant notre ère). Pour Champollion (qui ne cherche en aucune manière à dater le zodiaque), il ne faut tout d'abord pas confondre un objet de culte (symbolique) avec un objet astronomique; ensuite il ne faut pas interpréter les signes trop vite car certains ne sont qu'un « système d'écriture » (et il sait de quoi il parle). Il infirme enfin l'interprétation de Biot concernant quatre étoiles supposées identifiées.

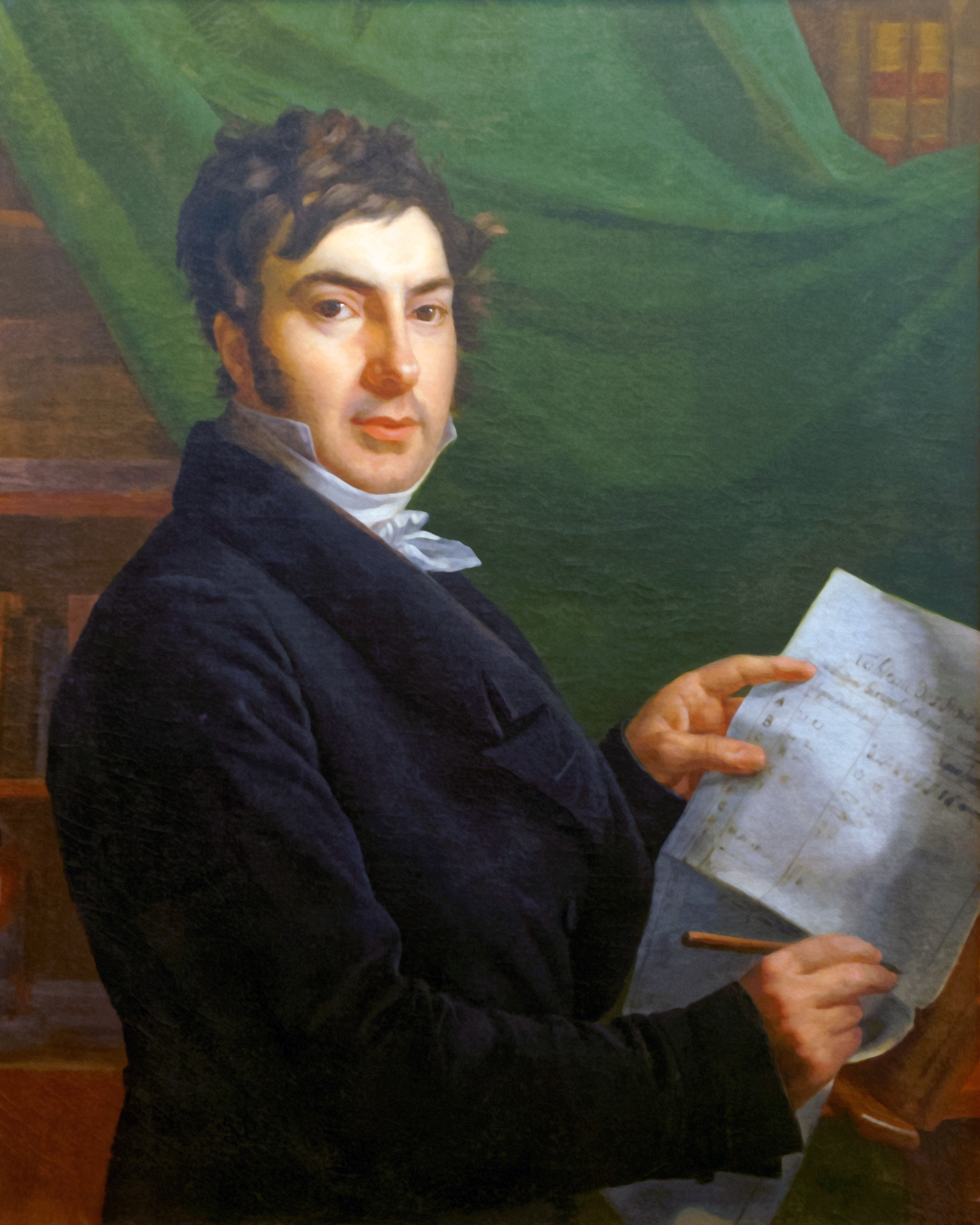
Champollion le Jeune en 1823, par Madame de Rumilly (coll. musée Champollion).

En 1824, Champollion publie enfin son Précis du système hiéroglyphique des anciens Égyptiens et ouvre ainsi les portes de l'égyptologie scientifique. Ses découvertes suscitent cependant controverses et critiques de la part de ses contemporains, notamment de son ancien maître Silvestre de Sacy, pour qui les Hieroglyphica d'Horapollon étaient la bible en la matière et qui le décourage en communiquant des informations à son collègue concurrent Thomas Young. Il obtient aussi de nombreux soutiens, comme Wilhelm von Humboldt ou des proches du roi (duc de Blacas, vicomte de La Rochefoucauld).
En 1824, recommandé, sur l'intervention de son frère Jacques-Joseph, par le duc d'Orléans, il passe plusieurs mois à Turin, où le roi vient d'acquérir la collection égyptienne de l'aventurier Bernardino Drovetti, ex-consul de France à Alexandrie ; il est chargé d'en établir le catalogue.
Le 1er mars 1824, sa fille Zoraïde naît à Grenoble de son union avec Rosine Blanc. Il ne la rencontrera pour la première fois qu'en mai 1824, lors d'un séjour au domaine des Ombrages de Vif.
Champollion est nommé chevalier de la Légion d'honneur en 1825 par Charles X. En 1826, il est nommé conservateur chargé des collections égyptiennes au Musée du Louvre. Il convainc le roi Charles X d'acheter la collection d'Henry Salt, consul britannique en Égypte.

De 1828 à 1829, il réalise enfin son rêve : il part pour une mission scientifique en Égypte, avec son collaborateur et ami Ippolito Rosellini, et y recueille de nombreuses données et objets pour vérifier que son système hiéroglyphique fonctionne bien. Il étudie l'obélisque de Louxor et recommande avec succès d'échanger ce dernier avec celui d'Alexandrie, offert à la France en 1828. C'est lors de cette mission qu'il écrit à son frère :
« Jeté depuis six mois au milieu des monuments de l'Égypte, je suis effrayé de ce que j'y lis plus couramment encore que je n'osais l'imaginer. J'ai des résultats (ceci entre nous) extrêmement embarrassants sous une foule de rapports et qu'il faudra tenir sous le boisseau. »
De retour en France en décembre 1829, il doit subir une quarantaine à Toulon dans un lazaret humide et glacé, ce qui aggrave sa goutte, sa tuberculose et probablement une bilharziose contractée en Égypte. Il est élu à l'Académie des inscriptions et belles-lettres après la chute de Charles X, et obtient la chaire d'Antiquité égyptienne au Collège de France. Il y donne sa leçon inaugurale en 1831. Cependant, il meurt à Paris le 4 mars 1832, à l'âge de quarante et un ans. La cause exacte de sa mort n'est pas connue (il s'agit probablement du choléra, qui s'abat sur Paris en mars). Il est enterré, selon sa volonté, non loin de son ami Joseph Fourier au cimetière du Père-Lachaise (division18), à Paris.
Le 11 mars 1832 par délibération du conseil municipal de la ville de Figeac est élevé un monument à la mémoire de Jean-François Champollion,.
Le 24 avril 1833, des crédits sont votés pour acquérir au nom de l'État les manuscrits, les dessins et les livres de Jean-François Champollion.

## Œuvres
La bibliothèque municipale de Grenoble ainsi que les Archives départementales de l'Isère détiennent d'importants fonds de Champollion. L'ensemble des publications originales de Jean-François Champollion figurent dans cette bibliothèque, ainsi que plusieurs manuscrits :
- 1814 : L'Égypte sous les Pharaons, 1814 [lire en ligne] ;
- 1822 : Lettre à M. Dacier relative à l'alphabet des hiéroglyphes phonétiques, 1822 (wikisource) ;
  - Lettre à M. le rédacteur de la Revue encyclopédique, relative au zodiaque de Dendéra (pages 232-239) ;
- 1823 : Panthéon égyptien, collection des personnages mythologiques de l'ancienne Égypte, d'après les monuments, 1823 (wikisource) ;
- 1824 : Précis du système hiéroglyphique des anciens Égyptiens, 1824 (wikisource) ;
- 1826 : Lettres à M. le Duc de Blacas d'Aulps, 1826 (wikisource) ;
- 1827 : Notice descriptive des monuments égyptiens du musée Charles X, 1827 [lire en ligne] ;
- 1828 : Précis du système hiéroglyphique des anciens Égyptiens ou Recherches sur les éléments premiers de cette écriture sacrée, sur leurs diverses combinaisons, et sur les rapports de ce système avec les autres méthodes graphiques égyptiennes, 1828 [lire en ligne] ;
- 1828-1829 : Lettres écrites d'Égypte et de Nubie, 1828 (wikisource) ;
- 1835-1845 (posthume) : Monuments de l'Égypte et de la Nubie ;
- 1836 (posthume) : Grammaire égyptienne, 1836 [lire en ligne] ;
- 1841 (posthume) : Dictionnaire égyptien en écriture hiéroglyphique, 1841 [lire en ligne].

## Postérité

### Musées

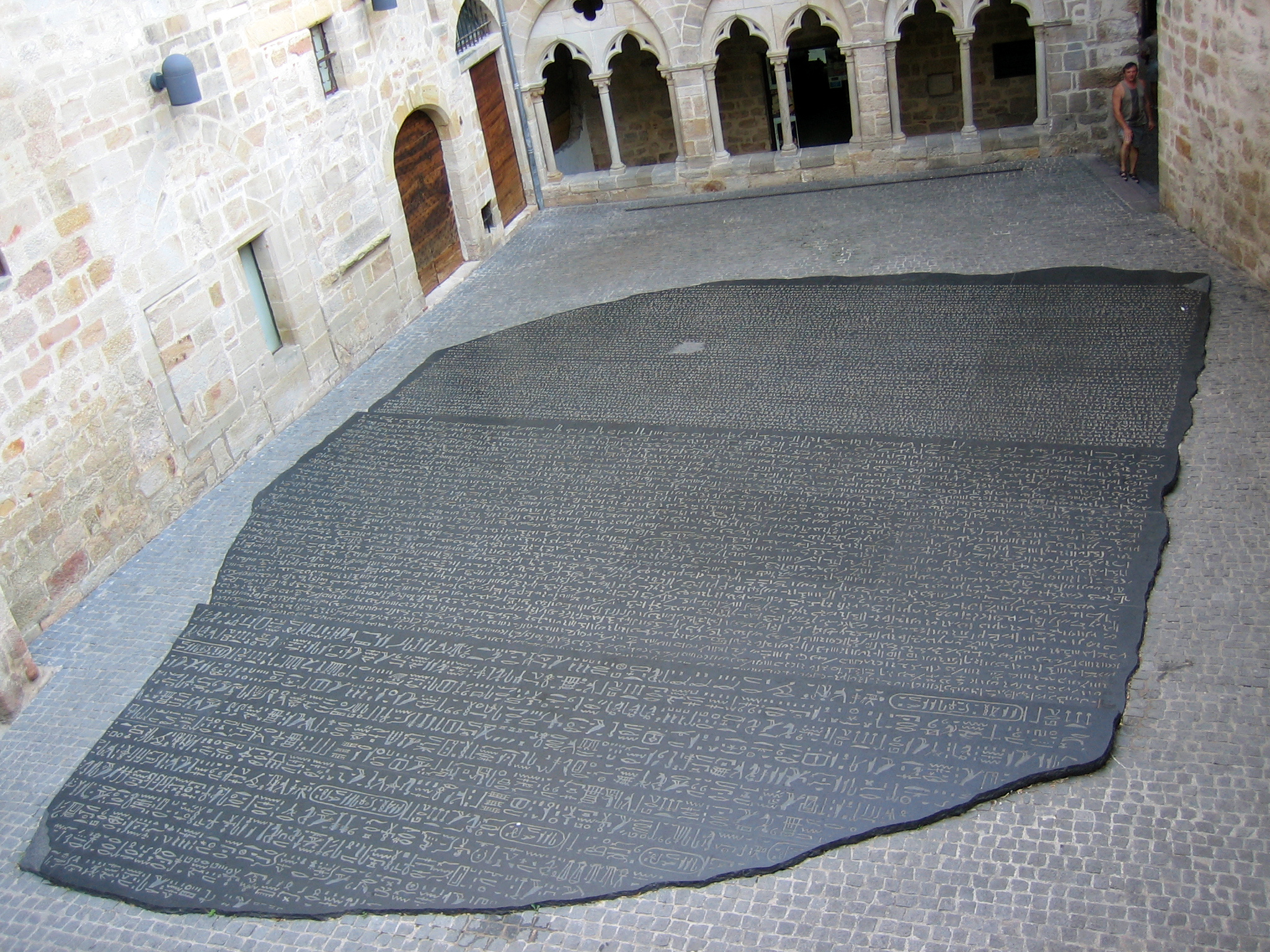
Place des Écritures, à Figeac : reproduction monumentale de la pierre de Rosette.

Un musée consacré à Jean-François Champollion a été créé dans la maison natale du père de l'égyptologie à Figeac dans le Lot. Il est inauguré le 19 décembre 1986 en présence du président de la République française François Mitterrand et de Jean Leclant, secrétaire perpétuel de l'Académie des inscriptions et belles-lettres. Après deux ans de travaux et d'extension, le musée a rouvert en 2007. Outre la vie et l'œuvre du découvreur, le musée retrace l'histoire de l'écriture. L'artiste Pierre di Sciullo crée un moucharabieh typographique polyglotte, une installation typographique sur l'une des façades qui est entièrement percée de pictogrammes, d'idéogrammes originaires du monde entier.

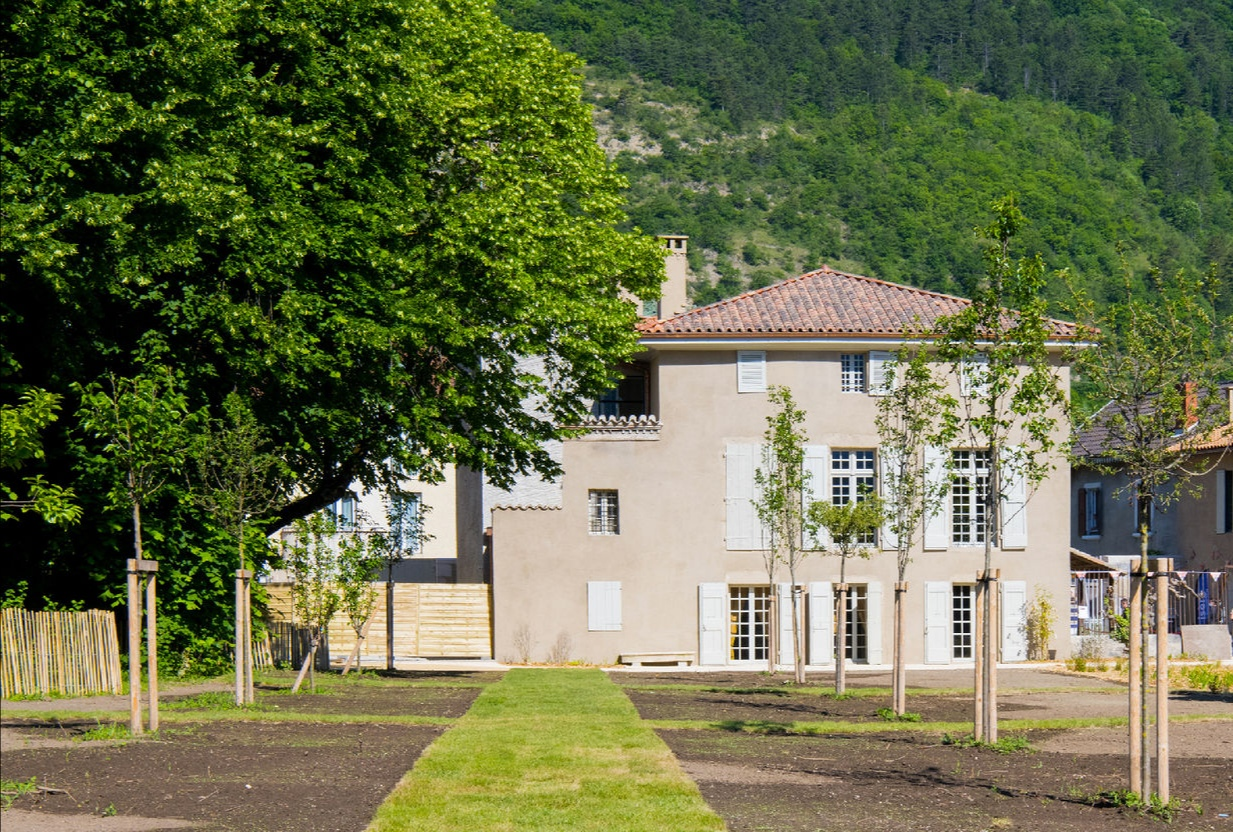
La maison de maître du domaine des Ombrages, actuel musée Champollion de Vif.

La Maison Champollion à Vif dans l'Isère est l'ancienne propriété du frère de l'égyptologue. Cette demeure familiale permet de faire découvrir, entre autres, le cadre de vie des frères Champollion à Vif, leurs études à Grenoble, l'expédition d'Égypte, le déchiffrement des hiéroglyphes, la création du Musée Charles X, ainsi que l'expédition franco-toscane en Égypte. Le « domaine des Ombrages » est, depuis 2001, propriété du Conseil départemental de l’Isère.
Ouverte temporairement au public en 2004, l'ancienne maison familiale a été fermée pour travaux de 2018 à 2021 et fut, après restructuration complète des espaces, rouverte au public le 5 juin 2021.

### Hommages

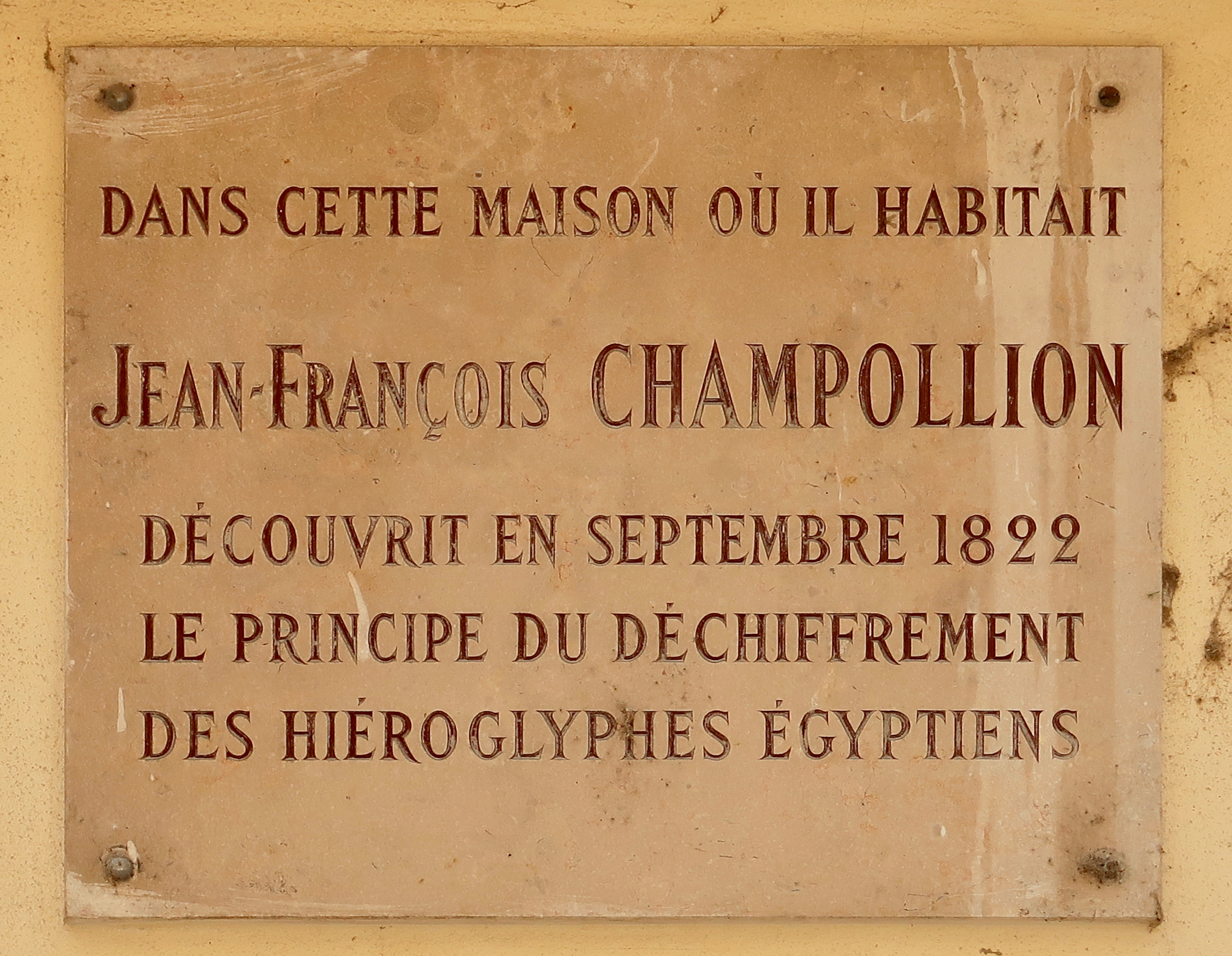
Plaque 28 rue Mazarine (Paris), où il vécut.

Son nom a été donné, entre autres, à des lycées, collèges et écoles de Dijon, Figeac, Grenoble, Lattes et Vif, ainsi qu'à l'Institut national universitaire d'Albi et à celui de Rodez.
En 1905, la veuve du sculpteur Bartholdi fait don à la ville de Grenoble de la statue en plâtre, d'une hauteur de deux mètres, de Champollion qui a servi de modèle à la sculpture en marbre du Collège de France à Paris. Conservée à l'abri dans une cave, puis à partir des années 1930 au lycée Champollion à l'occasion de sa nouvelle dénomination, cette statue en plâtre préside depuis 1994 la salle 17 du Musée de Grenoble.
En 1970, l'Union astronomique internationale a donné le nom de Champollion à un cratère lunaire en son honneur.

En 2022, à l’occasion du bicentenaire du déchiffrement des hiéroglyphes, la Bibliothèque nationale de France organise une exposition intitulée « L'aventure Champollion Dans le secret des hiéroglyphes »,. La ville de Figeac organise un événement « Eurêka ! Champollion 2022 » avec des conférences, visites, rencontres, expositions,. Le département de l'Isère, quant à lui, organise trois expositions temporaires entre septembre et novembre : « Un chantier déchiffré au musée Champollion », « La correspondance dévoilée entre les frères Champollion » aux Archives départementales de l'Isère et « Égyptomanie ! » au Musée dauphinois.

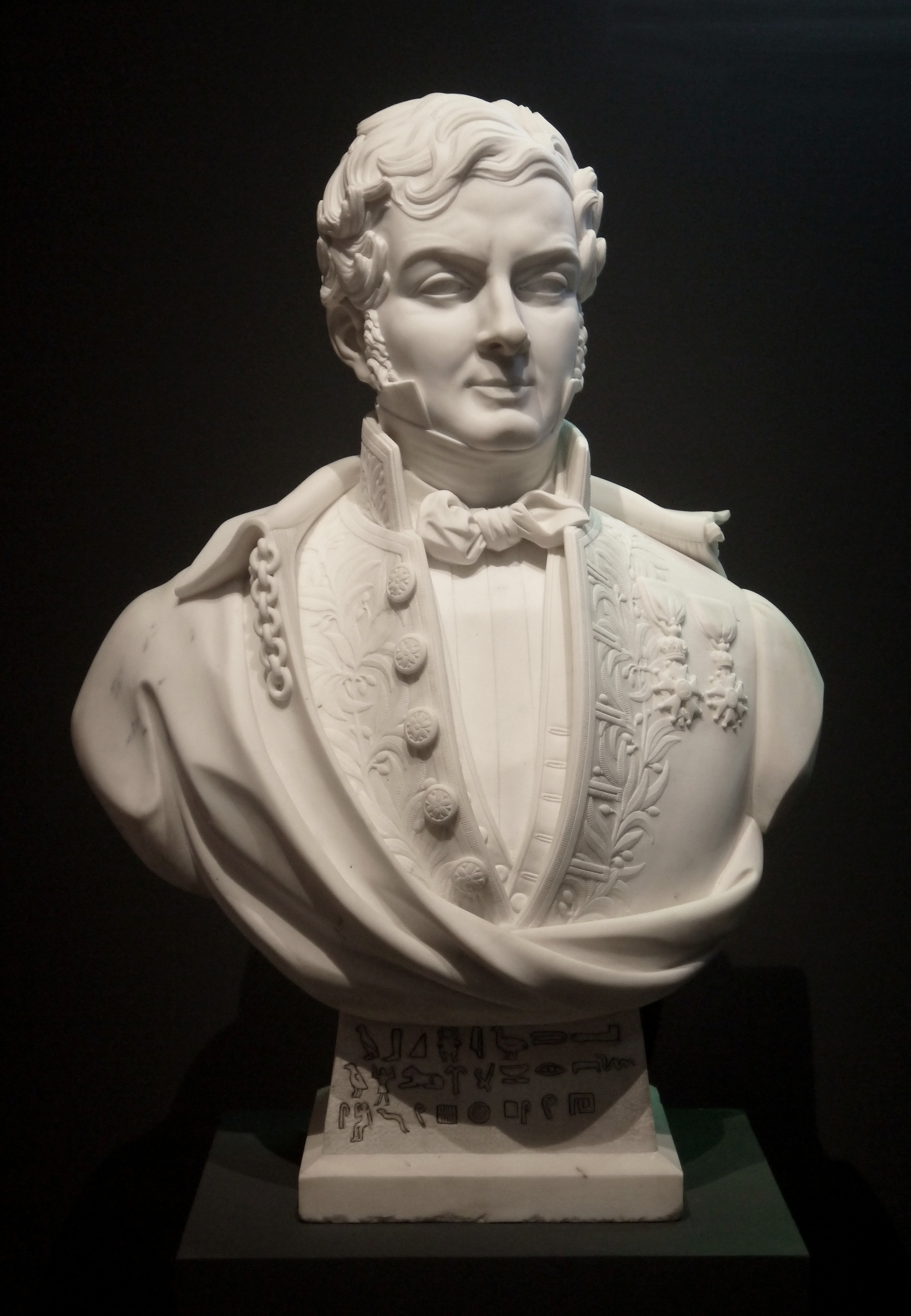
Buste de Champollion par Émile Thomas.
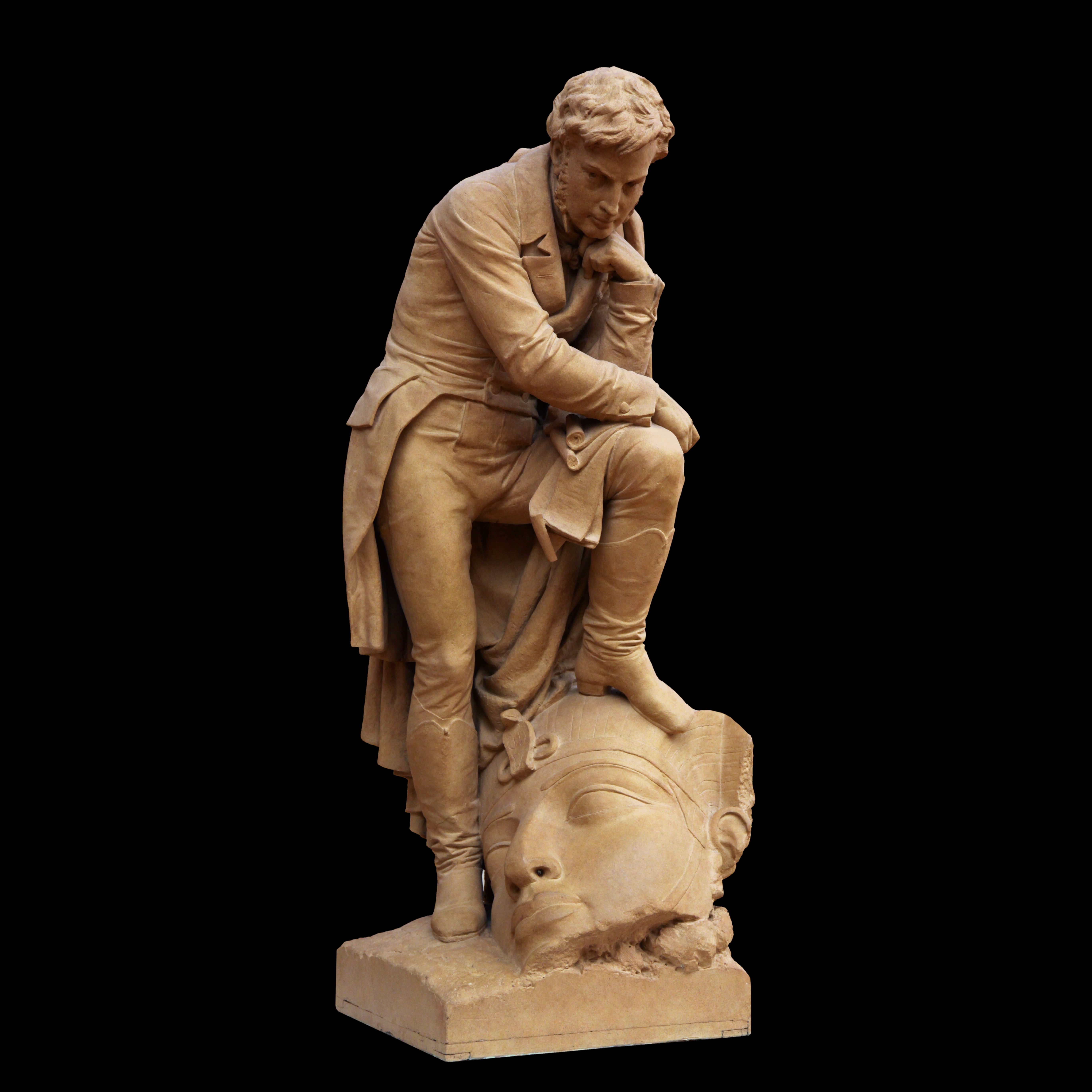
Statue de Champollion par Auguste Bartholdi.
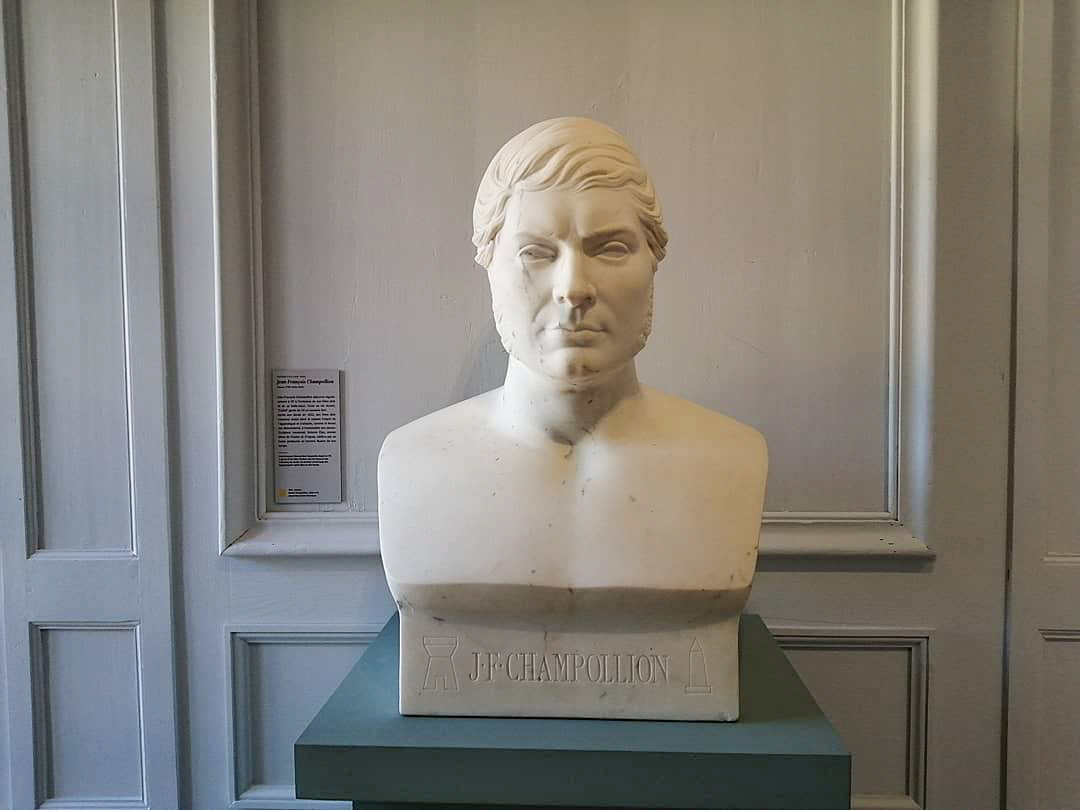
Buste de Champollion par Antoine Étex.
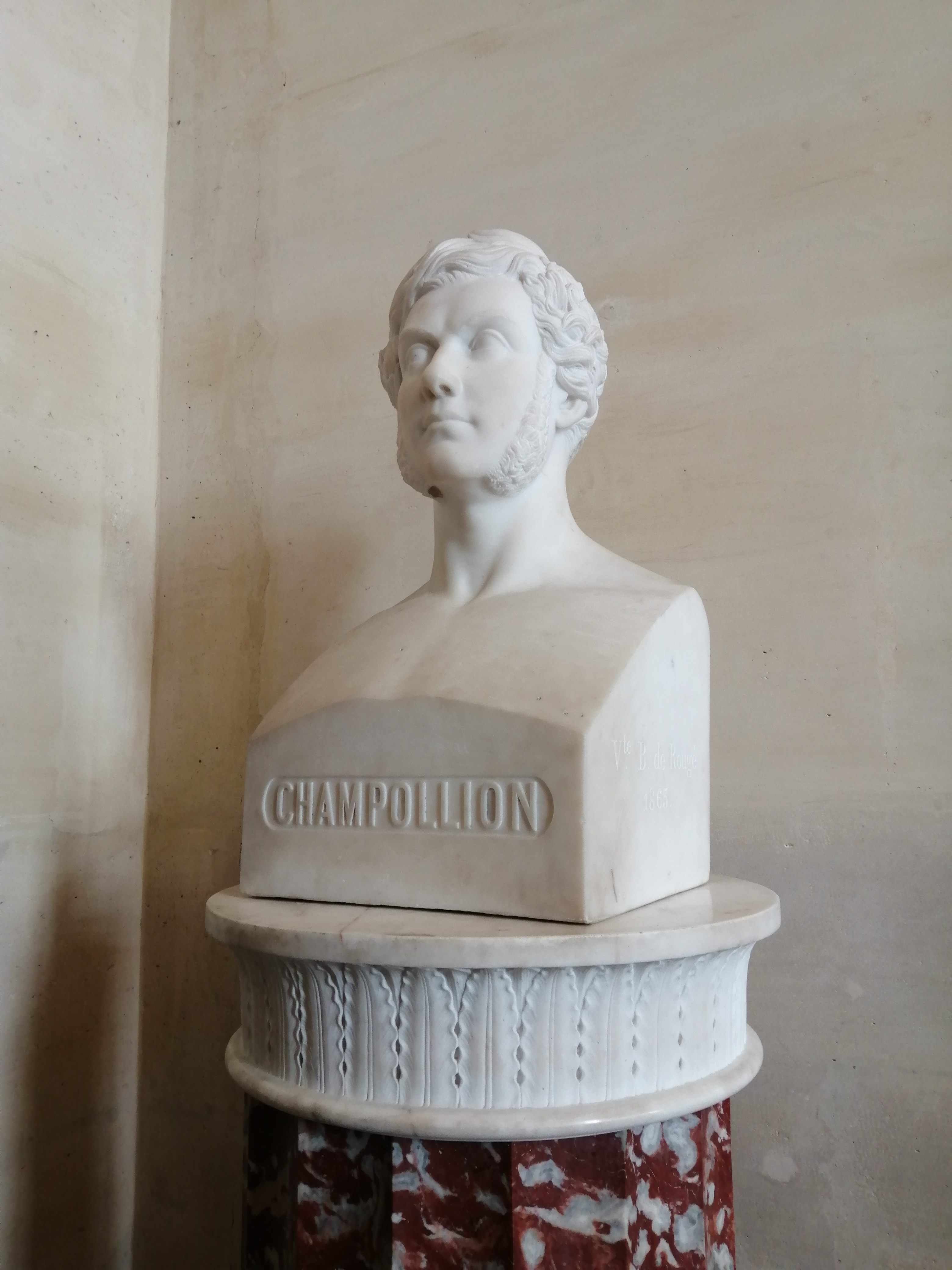
Buste de Champollion par le vicomte Bonabes de Rougé.

### Dans la culture
- Champollion : Un scribe pour l'Égypte est une biographie de Champollion écrite par l'égyptologue Michel Dewachter, parue en 1990.
- Le Secret de Champollion est un roman de Jean-Michel Riou racontant l'épopée de la campagne égyptienne de Bonaparte et la découverte de la pierre de Rosette, paru en 2005.